# Ludweis-Aigen
Ludweis-Aigen – gmina targowa w Austrii, w kraju związkowym Dolna Austria, w powiecie Waidhofen an der Thaya. Według Austriackiego Urzędu Statystycznego liczyła 962 mieszkańców (1 stycznia 2014).